# Hadjina cinerea
Hadjina cinerea là một loài bướm đêm trong họ Noctuidae.